# Mie Bjørndal Ottestad
Mie Bjørndal Ottestad, née le 17 juillet 1997 à Oslo, est une coureuse cycliste norvégienne. 

## Biographie
En 2023, Mie remporte la 5e étape du Tour d'Andalousie devançant au sprint sa compatriote Katrine Aalerud.
En 2024, elle remporte le Tour de Normandie devant l'anglaise Josie Nelson et la néerlandaise Ellen van Dijk. 

## Palmarès

### Par années
- 2020
  -  Championne de Norvège sur route
- 2021
  - 3e du championnat de Norvège du contre-la-montre
- 2023
  - 5e étape du Tour d'Andalousie
  -  Championne de Norvège du contre-la-montre
  - 2e du Tour d'Andalousie
  - 3e du championnat de Norvège sur route
- 2024
  - Tour de Normandie
- 2025
  - 2e étape du Tour d'Estrémadure
  - 2e étape du Tour de Burgos
  - Tour de Norvège : 
    - Classement général
    - 2e étape

  - 2e du Tour d'Estrémadure
  - 3e du Women's Tour Down Under
  - 7e du Tour de Burgos
  - 10e de la Cadel Evans Great Ocean Road Race

### Classements mondiaux
| Année                                 | 2019  | 2020 | 2021 | 2022 | 2023 | 2024 |
| ------------------------------------- | ----- | ---- | ---- | ---- | ---- | ---- |
| Classement UCI                        | 1034e | 151e | 361e | 622e | 115e | 93e  |
| UCI World Tour                        | nc    | nc   | 175e | 155e | 218e | 206e |
|                                       |       |      |      |      |      |      |
| Légende : nc = non classéSource : UCI |       |      |      |      |      |      |

### Résultats sur les grands tours

#### Tour de France
4 participations
- 2022 : 17e
- 2023 : non partante (5e étape)
- 2024 : 29e
- 2025 : non partante (6e étape)

#### Tour d'Italie
1 participation
- 2024 : 24e

#### Tour d'Espagne
1 participation : 
- 2025 : 27e

## Palmarès en cyclo-cross
- 2019-2020
  -  Championne de Norvège de cyclo-cross
- 2021-2022
  -  Championne de Norvège de cyclo-cross
- 2023-2024
  -  Championne de Norvège de cyclo-cross